# 催化蒸餾
催化蒸馏（Catalytic Distillation）技术是将催化反应和蒸馏操作耦合在一起的一种化工技术。這種技術將兩個步驟節省為一個步驟，使許多工業如石化工業及其他化學工業的成本和效率大為提昇，這種開始被運用並獲得注意約在1980年代。